# Седов
„Седов“ е ветроходен кораб на Русия. Домашното му пристанище е Мурманск.
Представлява 4-мачтов барк. Съвременното наименование е в чест на руския хидрограф и полярен изследовател Георгий Седов. Корабът днес се използва за учебен ветроход. Първочално е предназначен за товарни превози в германския търговски флот. Най-големият все още плаващ традиционен ветроход в света, а сред всички ветроходи само построеният през 2000 г. „Роял Клипър“ е по-голям от него.

## История

### „Магдалене Винен II“ (1921 – 1936)
Строежът на кораба е завършен през 1921 г. в корабостроителницата „Фридрих Круп Германияверфт“ в северногерманския град Кил. Поръчката е на бременското параходство „Ф. А. Винен“, което е сред най-големите германски параходства в началото на 20 век. Баркът е ноименуван „Магдалене Винен II“ на името на съпругата на шефа на параходството Фридрих Адолф Винен.
Първоначално параходството не желае баркът да бъде оборудван с помощен двигател. От корабостроителницата обаче настояват за това и след дълги преговори, при които важна роля играе правителствена комисия, която се застъпва за възраждането на германския търговски флот, на платнохода е монтиран двигател от подводница с мощност 500 к.с. За разлика от други подобни кораби с помощен двигател при този барк такелажът и платната са подбрани по подобие на тези на ветроходите без двигатели. В много други случаи наличието на помощен двигател води до намаляване на площта на платната, с което се цели редуциране на теглото и нуждата от работна ръка.
Първото плаване на „Магдалене Винен II“ започва на 1 септември 1921 г. под ръководството на капитан Лоренц Петерс. Маршрутът води от Бремен през Кардиф, където баркът е натоварен с въглища, до Буенос Айрес. Въпреки лошите атмосферни условия пътуването продължава само 30 дни.
Корабът превозва разни товари: вече споменатите въглища от Уелс, дървени трупи от Финландия, пирит от Италия, пакетирани стоки от Белгия. Дестинациите включват Аржентина, Чили, Австралия, ЮАР, Реюнион, Сейшелите. При 2 плаванията „Магдалене Винен II“ заобикаля нос Хорн.

### „Комодор Йонсен“ (1936 – 1945)
На 9 август 1936 г. баркът е закупен от „Норддойчер Лойд“. Компанията решава да го преоборудва в учебен товарен кораб. За целта са пристроени допълнителни каюти, защото освен редовния екипаж при всяко плаване на борда се намират 50 – 60 кандидат-офицери. Скоро след това корабът е готов за плаване и получава името „Комодор Йонсен“.
Първото плаване под това име започва на 8 октомври 1936 г. Натовареният с каменни въглища ветроход стига от Бремерхафен до Монтевидео за 58 дни. На 1 март 1937 г., по време на прехода от Буенос Айрес до Хамбург, платноходът попада в силна буря близо до Азорските острови. Екипажът се бори с високите вълни и силния вятър и се опитва да преразпредели товара (пшеница), който се е озовал в лявата част на кораба. „Комодор Йонсен“ се наклонява на лявата си страна, първоначално на 20 градуса, а по-късно дори на 50°. Част от кораба е наводнена. Сутринта на 3 март е изпратен сигнал за помощ, на който вечерта се отзовават наблизо намиращите се наблизо нидерландски и германски танкери „Слийдрехт“ и „Винклер“. След като те разливат нефт, който „успокоява“ вълните, а вятърът утихва, екипажът на ветрохода успява да се справи с работата си в товарните отделения. Така „Комодор Йонсен“ се разминава с най-лошото.

### „Седов“ (1945 – настояще)
След Втората световна война „Комодор Йонсен“ попада в съветски ръце, след като на 20 декември 1945 г. британците предават барка на Съветския съюз под формата на репарация, заедно с други 2 ветрохода – „Крузенщерн“ (дотогава „Падуа“) и „Товарищ“ (бивш „Горх Фок 2“). Корабът е преименуван на „Седов“ в чест на полярния изследовател Георгий Седов, загинал по време на експедиция през 1914 г.
В периода 1952 – 1957 г. платноходът се използва за учебен кораб от съветския флот. От 1957 до 1966 г. „Седов“ изпълнява ролята на океанографски изследователски кораб в северната част на Атлантическия океан. По време на тези плавания на борда също се намират обучаващи се кадети. След 1966 г. баркът става притежание на Министерството на риболова на Съветския съюз и получава ново домашно пристанище – Кронщат. От 1975 до 1981 г. „Седов“ е преоборудван така, че да може да поеме 240 души екипаж. Някои от товарните отделения вече са класни стаи, построена е бална зала със стъклен покрив, оборудвани са киносалон и музеи за историята на кораба и за Георгий Седов.
От 1981 г. платноходът се използва само за учебни цели. Собственост е на Baltic Division of Training Ships, домашното му пристанище е Рига. След обявяването на независимостта на Латвия през 1991 г., негов собственик става Техническият университет в Мурманск. Понастоящем капитани на „Седов“ са Виктор Мишенев и Дмитрий Поляков.
През юли 2000 г. „Седов“ е арестуван в пристанището на френския Брест по искане на швейцарската фирма „Нога“, на която Русия дължи около 65 милиона долара. Парижки съд разглежда иска на фирмата и решава да замрази руските авоари във френските банки, както и да конфискува руския кораб. Така се стига до ареста на барка, който е в Брест за участие в морски фестивал. „Седов“ е освободен за кратко, за да участва във фестивала. 11 дни след ареста съдът в Брест решава, че корабът не е държавна собственост, защото принадлежи на техническия университет в Мурманск и следователно не може да бъде отговорен за дългове на руското правителство, а „Нога“ трябва да заплати 71 300 долара за морални и материални щети, причинени от задържането, както и други 35 600 долара на организаторите на фестивала.
През 2005 г. „Седов“ участва в снимките на германския игрален филм „Потъването на Памир“, в който се разказва за четиримачтовия барк „Памир“, потънал по време на буря през 1957 г. За да прилича на „Памир“, корпусът на „Седов“ е боядисан в черно.